# Valentin Houinato
Valentin Houinato, né le 15 octobre 1996 à Melun en France, est un judoka et journaliste béninois. Il représente le Bénin aux Jeux olympiques d'été de 2024 à Paris.

## Biographie
Valentin Houinato est né le 15 octobre 1996 à Melun en France. Le Béninois d'origine joint sa vie entre piges à la radio et le monde sportif.

### Enfance et débuts
Valentin Houinato débute sa vie sportive en jouant au football dans sa jeunesse. Il décide de suivre des études de journalisme à Montpellier et obtient une licence en information et communication. Après l'obtention de ce diplôme, il devient également journaliste pour Radio France.

## Carrière
Il participe à des compétitions de judo pendant un certain temps à Cesson, même s'il met un temps d'arrêt pour ne reprendre qu'à l'âge de 17 ans. En 2014, il devient ceinture noire.
Valentin Houinato a été choisi comme porte-drapeau de la délégation béninoise aux Jeux olympiques d'été de 2024 à Paris aux côtés de la coureuse Noélie Yarigo. 
Il est médaillé d'argent dans la catégorie des moins de 81 kg aux championnats d'Afrique 2025 à Abidjan, s'inclinant en finale face à l'Égyptien Abdelrahman Abdelghany (pl).